# ULN2003A

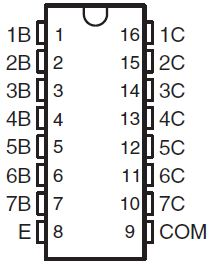
ULN2003A DIP封裝引脚圖
1B~7B：第一至第七組對管的基極
1C~7C：第一至第七組對管的集電極
E：公共發射極（一般接地）
COM：續流二極體共用陰極

ULN2003A，是一種高壓大電流的共射極達林頓電晶體陣列積體電路，内含7組達林頓對管，每組對管的電流容量是500mA，輸出的電壓最高50V。該積體電路還整合了7隻共陰極形式連接的續流二極體，用於電感性負載的開關動作的電流續流。ULN2003A常見的封裝形式有PDIP、SOIC、SOP或TSSOP。與該積體電路同系列的，還有ULN2002A、ULN2004A，以及不同邏輯輸出電平的ULQ2003A、ULQ2004A。
相同功能的積體電路還有安森美出品的MC1413等。

## 達林頓電晶體

兩隻NPN晶体管构成的达灵顿晶体管

達林頓電晶體（或稱達林頓對管），藉由兩隻雙極型電晶體以直流耦合形式連接（兩隻電晶體級聯），達到電流的二次放大，可以很容易地達成大電流放大能力。最終的電流放大倍率，約為兩個雙極型電晶體的電流放大倍率的乘積：
- ßtotal ≈ ß1 • ß2

上式中：
- ßtotal：總電流放大倍數
- ß1：電晶體1電流放大倍數
- ß2：電晶體2電流放大倍數

## 特性

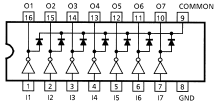
積體電路内部框圖，以DIP封裝爲例。O1~O7對應1C~7C、I1~I7對應1B~7B、GND對應E

ULN2003在電子電路里的主要特點是大電流容量和高電壓輸出。常作爲驅動器使用，每組達林頓對管可并聯使用以達成更大的電流容量，甚至可以幾顆積體電路晶片堆叠并聯使用。步進馬達一般需要驅動器件有大電流輸出的能力，而微控制器等小電流的積體電路是不能直接驅動馬達的，因此可用作步進馬達的驅動器。
ULN2003内部的7組達林頓對管可以獨立操作，因爲它們的電路連接上除了發射極是一并接地共用E/GND引脚、續流二極體是共陰極接法共用一個COM引脚以外，集電極1C~7C以及基極1B~7B的引脚都是獨立對應的7組。若作爲步進馬達驅動器，則COM一端需要與步進馬達的公共供電端連接，爲馬達的反電動勢提供電流續流能力。
主要參數：
- 單個集電極電流容量有500mA

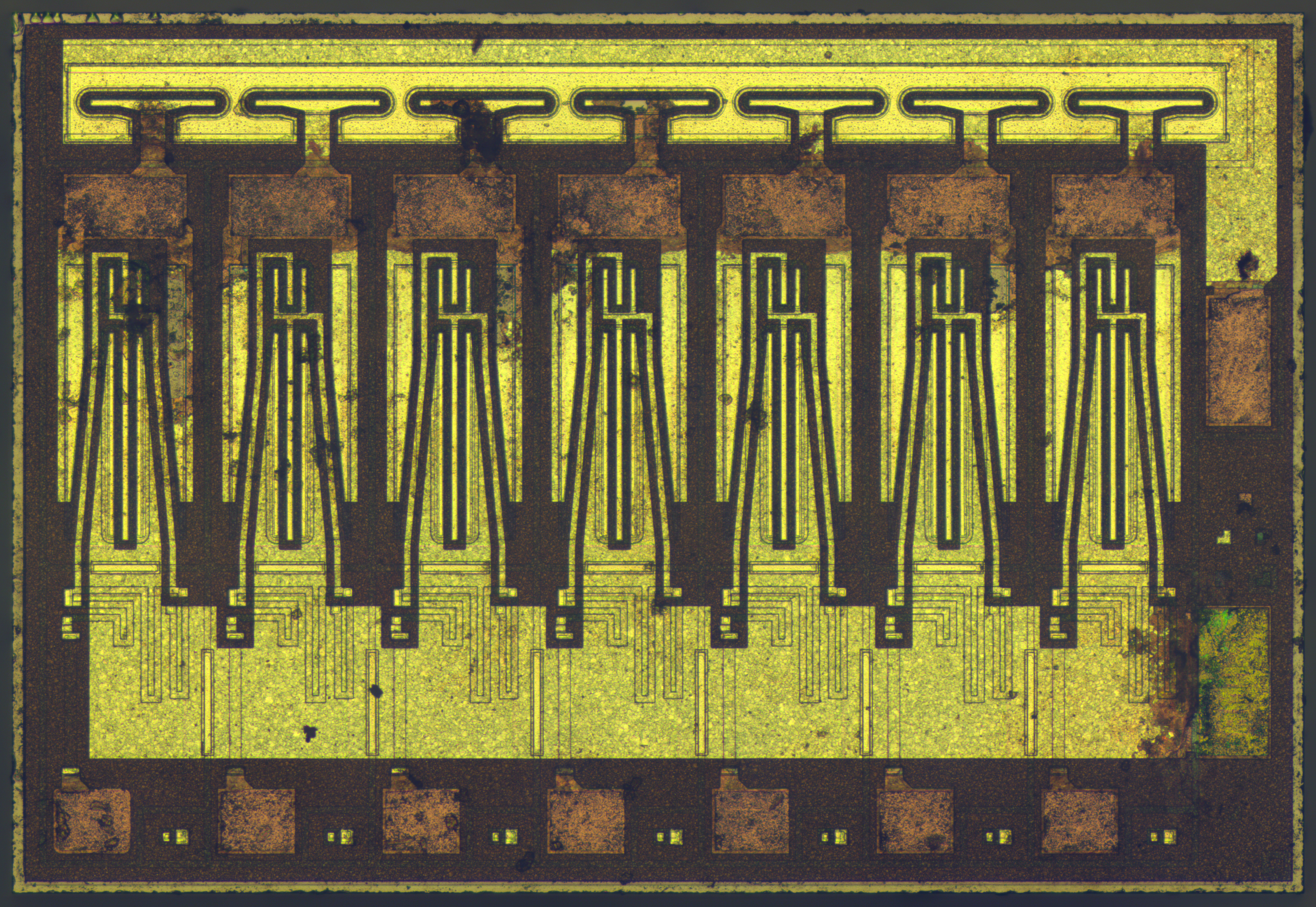
積體電路晶粒的顯微鏡照片

- 輸出電壓達50V（另有支援100V輸出的版本）
- 整合續流二極體
- 輸出可相容於TTL以及5V的CMOS邏輯電平
- 基極最低輸入電壓僅0.7V，常規也僅需2V左右

## 應用

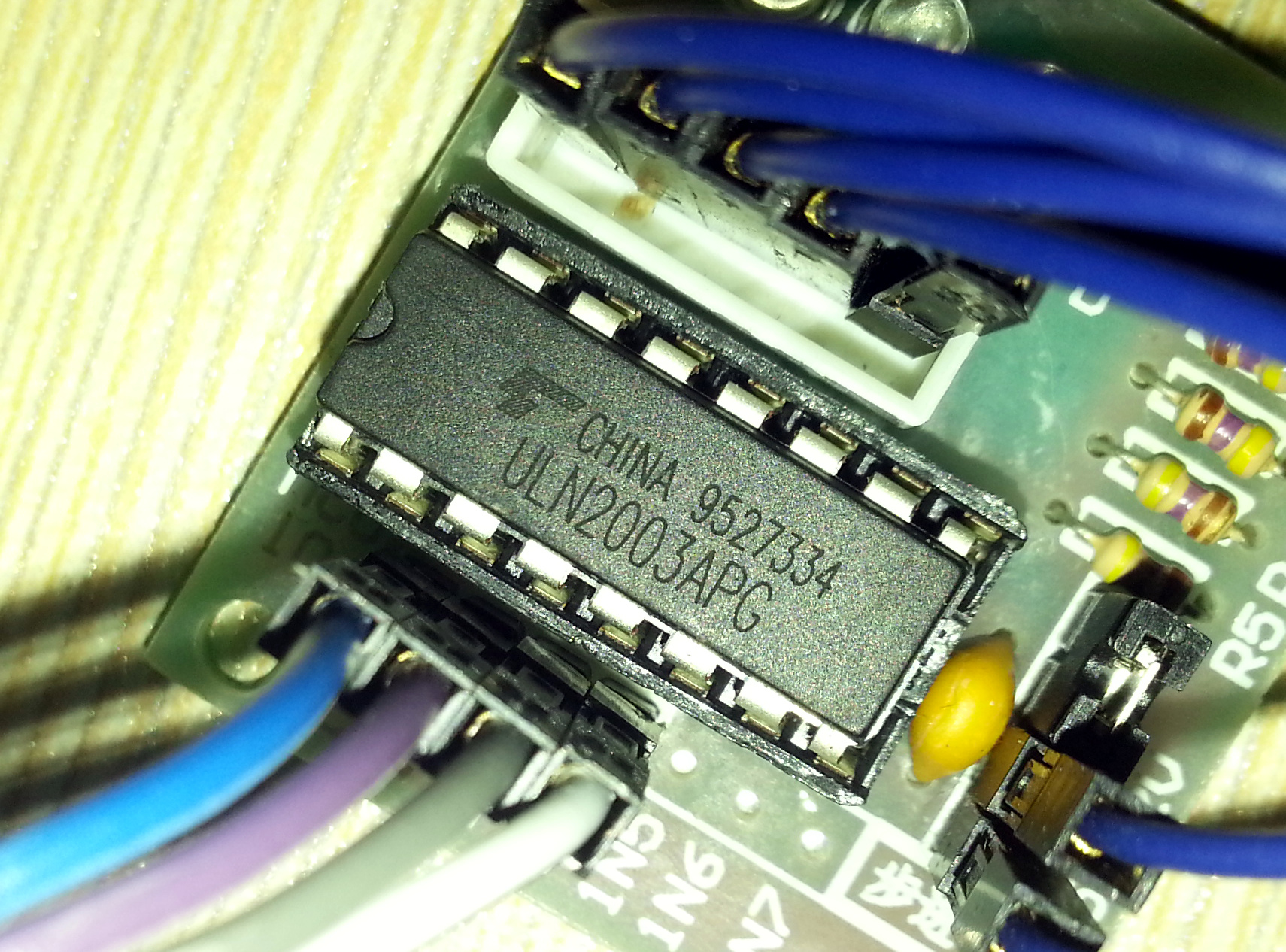
安裝於一個步進馬達驅動模組上的雙列直插封裝版ULN2003A

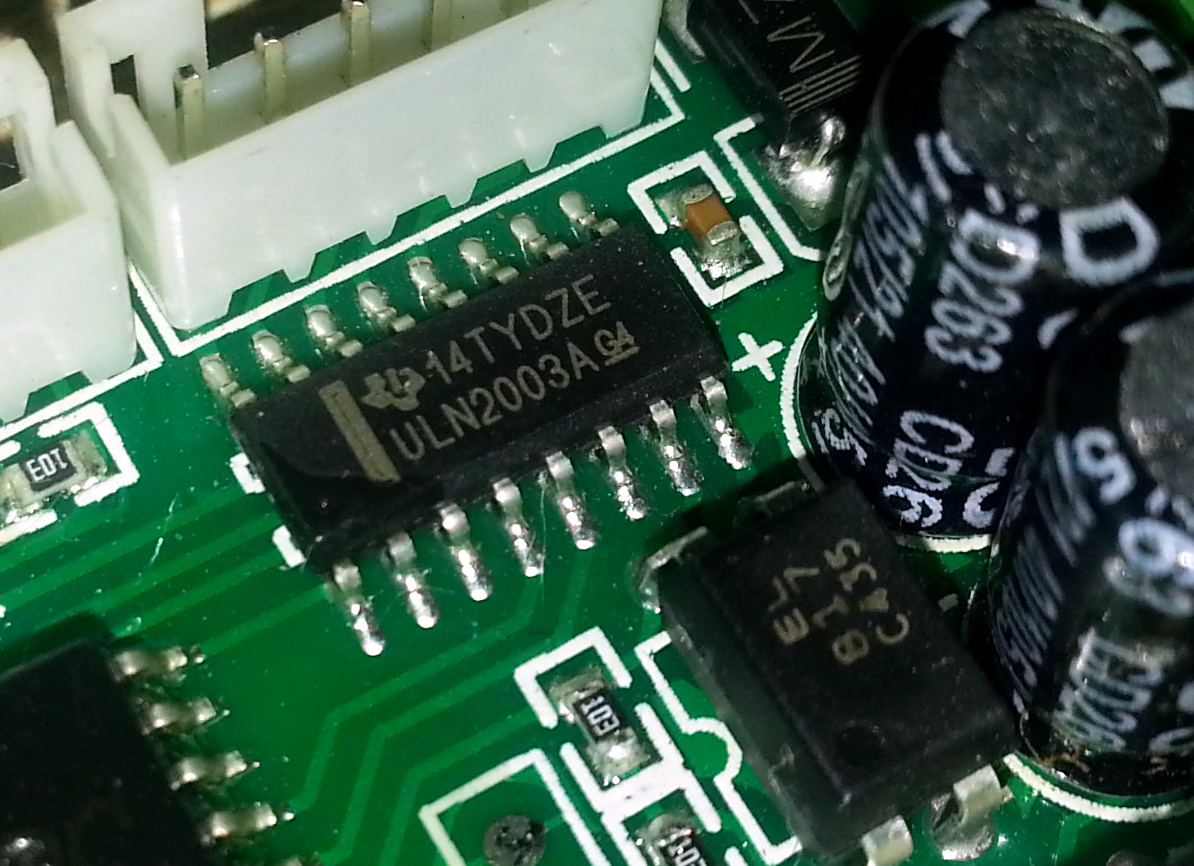
德州儀器公司出品的一顆貼片式封裝的ULN2003

ULN2003A的典型用途主要是器件的驅動裝置，如繼電器驅動器、直流台燈驅動器、LED段碼式顯示器驅動器、步進馬達驅動、邏輯緩衝器、綫路驅動器等。具體實作像是小型機械手、3D打印機上的步進電機驅動以及某些門禁系統上的繼電器陣列。

## 外部連結

### 相關使用教程
- ULN2003應用電路 （页面存档备份，存于）（繁體中文）
- uln2003 驱动继电器及步进电机（简体中文）
- DIY - PIC：ULN2003A 達林頓陣列驅動器(一百零五) （页面存档备份，存于）（繁體中文）
- Ming's Blogger: Arduino範例10：用Arduino+ULN2003驅動步進馬達 （页面存档备份，存于）（繁體中文）

### 數據手冊
- 德州儀器上ULN2003的數據手冊 （页面存档备份，存于）（美式英语）
- MC1413D技術手冊（美式英语）
- 意法半導體上ULQ2003的技術手冊（英式英语）